# ريكاردو لاريوس
ريكاردو لاريوس (بالإسبانية: Ricardo Larios)‏ هو عداء سريع نيكاراغوي، ولد في 10 نوفمبر 1952.

## وصلات خارجية
- ريكاردو لاريوس على موقع أوليمبيديا (الإنجليزية)